# 李叔璩
李叔璩（?—?），唐朝宗室，唐高祖的曾孙，韩王李元嘉的孙子，嗣韩王李讷的儿子。
神龙初年，追复李元嘉爵位，唐中宗以李元嘉第五子李讷嗣韩王。李讷去世后，李叔璩嗣韩王，唐玄宗开元年间，官至国子员外司业。李叔璩去世后，其子李炜嗣韩王。唐德宗建中年间，改为郓王。唐懿宗以郓王即位，李叔璩的后代又改为嗣韩王。 